# 克里斯托夫·雅萊
克里斯托夫·雅萊（法語：Christophe Jallet；1983年10月31日—）是一位法國足球運動員，在場上的位置是右後衛。現效力於法甲球隊尼斯。

## 球會生涯

### 早期
克里斯托夫·雅萊出生於法國干邑，青年時期效力於故鄉的干邑足球聯盟，並司職前鋒。在他的父母鼓勵下，雅萊之後加入普瓦圖-夏朗德大區主要球隊尼奥尔岩羚羊足球俱乐部。

### 尼奧特
克里斯托夫·雅萊最後在15歲時加入尼奥尔岩羚羊足球俱乐部，此時他改為防守中場在訓練期間，他開始參加法乙與法國全國聯賽賽事。

### 洛里昂
2006年，克里斯托夫·雅萊轉會至洛里昂，此時他司職為右後衛，這是他第三次更改場上位置。然而這次的改變，讓雅萊找到他在場上的最佳位置。

### 巴黎聖日耳曼
2009年7月6日，雅萊以4年250萬美元轉會費的價碼，與巴黎聖日耳曼簽署合約，此時他與塞阿臘共同競爭右後衛的位置。雅萊首次上場是在2009-10年巴黎聖日耳曼第二場賽季比賽對勒芒。一個星期後在對瓦朗謝訥的比賽當中，雅萊靠著史提芬·施斯隆的助攻，踢進於巴黎聖日耳曼的第1球。接下來對里爾的比賽，雅萊在下半場替補上場後，在傷停補時時間內踢進1球，助巴黎聖日耳曼以3-0取勝。賽季後，雅萊在右後衛的進球能力無可取代，在競爭中超越塞阿臘。在第19場比賽對格洛堡時，雅萊踢進於巴黎聖日耳曼的第2球，助巴黎聖日耳曼以4-0取勝。賽季結束後，雅萊總共獲得11次助攻。
2011年4月22日，雅萊與巴黎聖日耳曼延長2年合約。2011年5月1日，在法蘭西體育場舉辦巴黎聖日耳曼對摩納哥的2010年法國盃決賽時，助球隊以1-0擊敗摩納哥贏得冠軍。
2011年10月2日，靠著努內的助攻，雅萊在比賽中踢進1球，助巴黎聖日耳曼以2-0擊敗里昂。隨後雅萊獲得主教練卡洛·安切洛蒂的信任，改司職防守中場，而米蘭·比舍瓦茨接手右後衛的位置。在前隊長馬馬杜·薩科卸任後，雅萊接手擔任新隊長一年。

## 國際賽生涯
2012年8月9日，在法國對烏拉圭的友誼賽期間，雅萊收到總教練迪迪埃·德尚的徵招而出賽。在第二次於國家隊上場時，雅萊踢進於國家隊的第1球，助法國以3-1擊敗白俄羅斯。

### 國際賽進球
| 1                       | 2012年9月11日 | 法國聖但尼法蘭西體育場 | 白俄羅斯 | 2–0 | 3–1 | 2014年世界盃外圍賽 |
| 數據更新至2012年9月11日 |               |                        |          |     |     |                    |

## 個人榮譽
尼奧特
- 法國全國聯賽冠軍（1）：2005–06年[16]

巴黎聖日耳曼
- 法甲冠軍（2）：2012–13年、2013–14年
- 法國盃冠軍（1）：2009–10年（英语：2009–10 Coupe de France）
- 法國聯賽盃冠軍（1）：2013–14年（英语：2013–14 Coupe de la Ligue）
- 法國超級盃冠軍（1）：2013年（英语：2013 Trophée des Champions）

個人
- 法甲年度最佳陣容：2012–13年[17]、2014–15年[18]

## 外部連結
- 克里斯托夫·雅萊 法國聯賽統計（页面存档备份，存于） 於lfp.fr